# Skistodiaptomus
Skistodiaptomus là một chi động vật giáp xác nước ngọt trong họ Diaptomidae, được tìm thấy khắp Bắc Mỹ.

## Các loài
Chi này có 8 loài, 3 trong số đó là loài đặc hữu của Hoa Kỳ và là các loài dễ tổn thương hoặc thiếu dữ liệu trong Sách Đỏ. 
- Skistodiaptomus bogalusensis (M. S. Wilson & Moore, 1953) [3]
- Skistodiaptomus carolinensis Yeatman, 1986 [4]
- Skistodiaptomus mississippiensis (Marsh, 1894)
- Skistodiaptomus oregonensis (Lilljeborg, 1889)
- Skistodiaptomus pallidus (Herrick, 1879)
- Skistodiaptomus pygmaeus (Pearse, 1906)
- Skistodiaptomus reighardi (Marsh, 1895)
- Skistodiaptomus sinuatus (Kincaid, 1953) [5]